# タンブルウィード

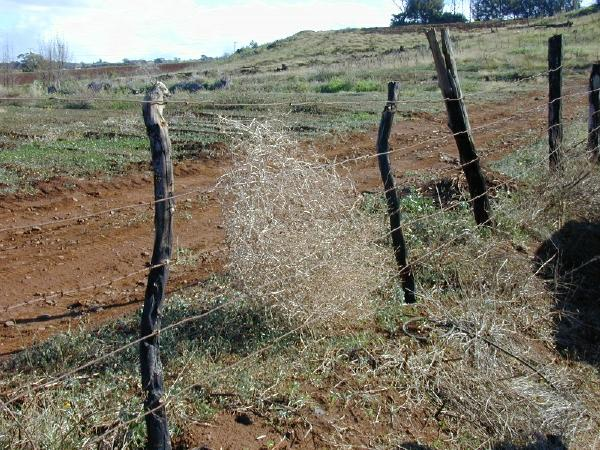
タンブルウィードとなり柵にひっかかったハリヒジキ

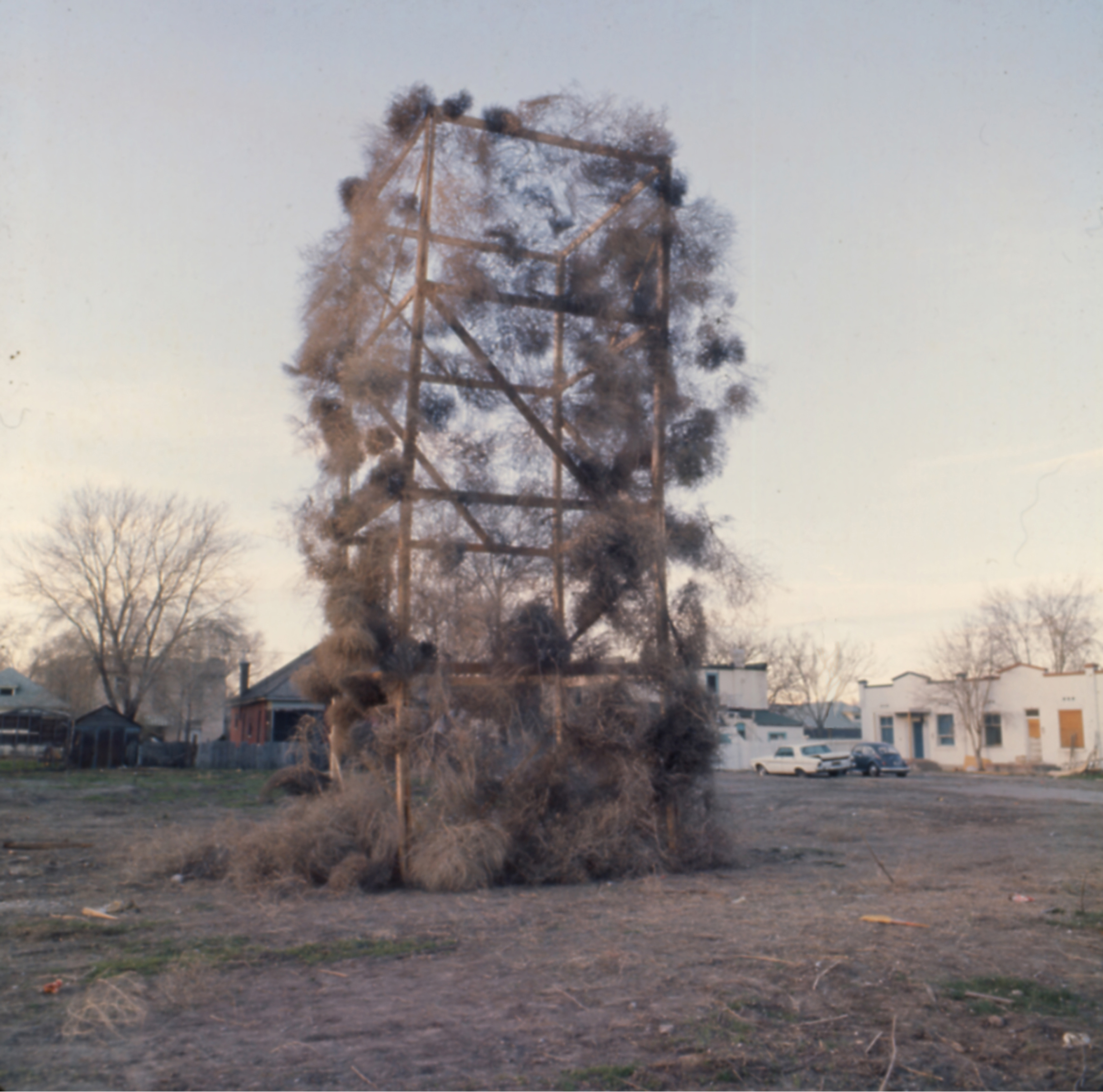
ソルトレイクシティの捕獲網に大量に絡まったタンブルウィード。1〜数個程度ならばさほど影響はないが数十個ほどが集まると業務に支障が出るようになり、アメリカでは地域・季節によってはこのような被害が起きる。

タンブルウィード（英: tumbleweed）、回転草とは、夏の終わりごろに枯れてちぎれて、風に吹かれながら他の枯れ草と密集し続ける事で球状になり、尚も風に吹かれて転がり続ける乾燥地帯の植物のことである。

## 概説
「tumbleweed = tumble（転がる）+ weed（草）」という構成の語であり、風に吹かれて転がっている球状の枯れ草を漠然と指すための呼称・概念である。日本ではあまり見かけられるものではないので、もともとこれを指す日本語があるわけでは無く、一般に「回転草」や「西部劇の転がっている草」などと言われている。
また、生物学的に特定の種の植物を指しているわけではない。→#タンブルウィードになる植物
根元から折れ、根から分離した地上部分であり、枯れてはいるが転がっていった先の場所で種子を落としたり撒き散らすことにより、結果としてその植物種の生き残りや数を増やすことや、分布域を広げることに役立っている。
アメリカの乾燥地帯の荒野では広く見かけられ、西部劇映画などで風が吹きすさぶ無人の荒野を転がってゆく描写にも見られるように、いかにも「荒野」といった印象を見る者に与えている。
アメリカでは、ときおり大量発生し乾燥地帯にある街などに押し寄せ、風の通り道になった家の敷地に山のように集まり住民を困らせたり、自動車のドライバーの不意をつき交通事故の原因になるなどして、ニュースになることがある。オーストラリアのビクトリア州ワンガラッタでは2016年の2月（つまりオーストラリアでは夏の終わりごろ）にタンブルウィードの発生によって複数の家が草に埋もれるということが起きた。

## タンブルウィードになる植物
タンブルウィードになる植物は多種類ある。アメリカでは外来種のロシアアザミ（ヒユ科オカヒジキ属）が繁殖力が強く数も特に増えたのでタンブルウィードの中でも特によく知られているが、それだけをタンブルウィードと呼ぶ決まりがあるわけではなく、次に挙げるような種も枯れ風に転がり、そうなるとタンブルウィードと呼ばれる。
- ヒユ科
- ヒガンバナ科
- ツルボラン亜科
- キク科
- アブラナ科
- ムラサキ科
- ナデシコ科
- マメ科
- シソ科